# En källa till liv
En källa till liv är en psalm vars text är skriven av Margareta Melin år 1991. Musiken är skriven 1991 av Leif Johansson.

## Publicerad i
- Psalmer i 90-talet som nr 818 under rubriken "Fader, Son och Ande"
- Psalmer i 2000-talet som nr 921 under rubriken "Fader, Son och Ande"